# ベルンハルト・ノイマン
ベルンハルト・ヘルマン・ノイマン  （独: Bernhard Hermann Neumann、1909年10月15日 - 2002年10月20日
）は、ドイツ出身の、イギリス・オーストラリアの数学者。群論を研究した。

## 生い立ち
1932年にフンボルト大学ベルリン、1935年にケンブリッジ大学でPh.D.を取得、1954年にマンチェスター大学数学科で理学博士を取得した。教師としては、ギルバート・ボームスラグ、 ラースロー・コヴァーチ（László Kovács）、ミハエル・ノイマン（Michael Newman）、ジェームズ・ウィーゴールドの博士課程指導を行った。戦時中は英国陸軍に従事した。戦後はハル大学の講師になり、1948年にマンチェスター大学に移動して14年間過ごした。その後1954年、ケンブリッジ大学より理学博士を与えられた。
1962年、オーストラリアに移住し、オーストラリア国立大学の高等研究機関の数学科の創設者になった。引退の1975年まで、学科長を務めた。1975年から1977年は、オーストラリア連邦科学産業研究機構の数学部門の主任研究員になった。また1978年から亡くなるまでは、名誉研究員であった。
妻はハンナ・ノイマンで、息子にはピーター・ノイマンとウォルター・ノイマンがいる。
1936年にオスロ、1970年にニースで開催された国際数学者会議の招待講演者を務めた。また、1959年に王立協会フェロー、オーストラリア勲章コンパニオンに選ばれている。
オーストラリア数学会は彼の名を冠する賞を設置している。群論の概念であるHNN拡張は、ノイマンとノイマンの妻、後にピーター・ノイマンの博士課程を指導するグラハム・ヒルマンの共同論文に由来する。

## 略歴
- 1937年 - 1940年:カーディフ大学助講師
- 1940年 - 1945年:英国陸軍
- 1946年 - 1948年:ハル大学講師
- 1948年 - 1961年:マンチェスター大学数学科講師、主講師
- 1962年 - 1974年:オーストラリア国立大学高等研究機関数学科教授
- 1975年 - 2002年:オーストラリア国立大学名誉教授
- 1975年 - 1977年:CSIROの数学と統計部門の主研究員
- 1978年 - 1999年:CSIRO名誉研究員
- 1981年:世界文化理事会設立会員[8]

## 受賞歴
- 1984年:マシュー・フリンダ―スメダル（英語版）
- 1952年:アダムズ賞